# Miss Internacional 1980
La versión número 20 de Miss Internacional se llevó a cabo el 4 de noviembre de 1980 en Mielparque de la ciudad de Tokio, Japón; donde candidatas de 42 países y territorios autónomos compitieron por el título y la corona durante 3 semanas. Al final del evento, Miss Internacional 1979 Mimilanie Marquez-Lawyer de Filipinas coronó a su sucesora Lorna Chávez Mata de Costa Rica como Miss Internacional 1980.
La final del concurso fue transmitida por la cadena de televisión TV Tokyo para Japón.

## Resultados
| Resultado               | Concursante |
| ----------------------- | --- |
| Miss Internacional 1980 | - Costa Rica – Lorna Marlene Chávez |
| 1.ª finalista           | - Estados Unidos – Clarissa Ann Ewing |
| 2.ª finalista           | - España – María Agustina García |
| Top 15                  | - Australia – Debbie Sherray Newsome - Austria – Manuela Kier - Bretaña – Lorraine Davidson - Chile – Mónica Salinas Ruiz - Colombia – Ana Maria Uribe Giraldo - Francia – Sylvie Hélène Marie Parera - India – Ulrike Karen Bredemeyer - Irlanda – Mary Banadeth Hadaman - Japón – Mayumi Kanbara - Nueva Zelanda – Malia Theresa MacLeudo - Suecia – Raili Ranta - Suiza – Jolanda Egger |

### Premios especiales
| Premio               | Concursante                            |
| -------------------- | -------------------------------------- |
| Mejor Traje Nacional | - Costa Rica – Lorna Marlene Chávez    |
| Miss Simpatía        | - Japón – Mayumi Kanbara               |
| Miss Fotogénica      | - Francia – Sylvie Hélène Marie Parera |
| Miss Elegancia       | - España – María Agustina García       |

## Concursantes
Las candidatas que participaron fueronː
- Argentina - Viviana Teresa Reduello
- Australia - Debbie Newsome
- Austria - Manuela Kier
- Bélgica - Ann Claude Phillipps
- Bolivia - Maria Beatriz Landívar Olmos
- Brasil - Fernanda Boscolo de Camargo
- Bretaña - Lorraine Davidson
- Canadá - Marie Rinaz
- Chile - Mónica Salinas Ruiz
- Colombia - Ana Maria Uribe Giraldo
- Costa Rica - Lorna Marlene Chávez Mata
- Dinamarca - Jane Margrethe Vinstrup
- Finlandia - Paula Nieminen
- Francia - Sylvie Hélène Marie Parera
- Alemania - Petra Machalinski
- Grecia - Katerina Manaraki
- Guam - Conchita Sannicolas Taitano
- Hawái - Desirée Juana Cruz
- Holanda - Jacqueline Boutien
- Honduras - Jennifer Bustillo
- Hong Kong - Janet Wong Ching
- India - Ulrike Karen Bredemeyer
- Irlanda - Mary Banadeth Hadaman
- Israel - Irit Altmann
- Italia - Angela Marcat
- Japón - Mayumi Kanbara
- Corea del Sur - Chung Na-young
- Malaysia - Christina Leong
- Malta - Mari Rieta Violet Milz
- México - Narda Sabag Cianca
- Nueva Zelanda - Malia Theresa MacLeudo
- Noruega - Heidi Louise Oiseth
- Filipinas - Diana Jeanne Christine Alegarme Chiong
- Singapur - Jennifer Liong Lai Fong
- España - María Agustina García Alcaide
- Suecia - Raili Ranta
- Suiza - Jolanda Egger
- Tailandia - Wanalee Te-meerak
- Turquía - Nükhet Vural
- Uruguay - Erna Isabel Alfonso
- Estados Unidos - Charissa Ann Ewing
- Venezuela - Grazia Lucía (Graciela) La Rosa Guarnieri

## Otros datos

### Retiros
- Islandia
- Nicaragua
- Portugal
- Yugoslavia

### Regresos
Compitieron por última vez en 1978
- Malasia
- Nueva Zelanda
- Suiza